# Georg Christoph Eimmart
Georg Christoph Eimmart (Ratisbona, 22 agosto 1638 – Norimberga, 5 gennaio 1705) è stato un astronomo e incisore tedesco.

## Biografia

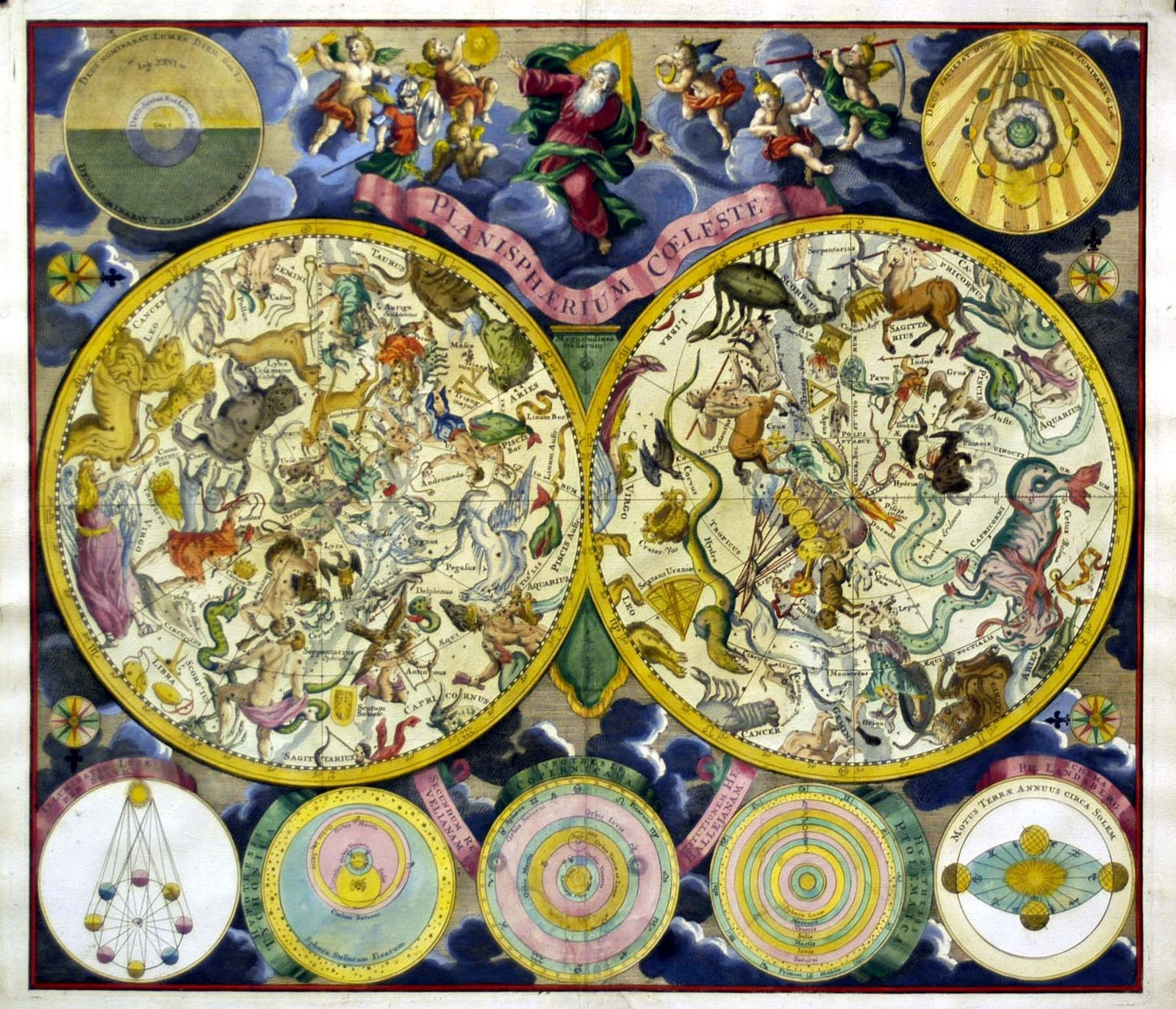
G. Chr. Eimmart: Planisphaerium Coeleste, 1705 (copia del 1730)

Studiò dal 1655 matematica all’Università di Jena con Erhard Weigel con cui stabilì una duratura amicizia. Nel 1658 fece ritorno a Ratisbona per trasferirsi, dopo la morte del padre, a Norimberga dove lavorò come incisore e divenendo dal 1699 direttore dell’Accademia delle Belle Arti (Akademie der Bildenden Künste Nürnberg) di quella città. Con i guadagni ottenuti con l’attività di incisore poté realizzare nel 1678 su un bastione del Castello di Norimberga un osservatorio astronomico che dovette chiudere temporaneamente nel 1688 a causa della guerra di successione del Palatinato per riprendere, subito dopo, la sua attività astronomica.
Realizzò, coniugando la sua attività di incisore e quella di appassionato di astronomia, numerose mappe stellari e globi celesti. Fu membro della Accademia francese delle scienze e dell’Accademia delle scienze prussiana

## Intitolazioni
A Georg Christoph Eimmart la UAI ha intitolato il cratere lunare cratere Eimmart

## Opere

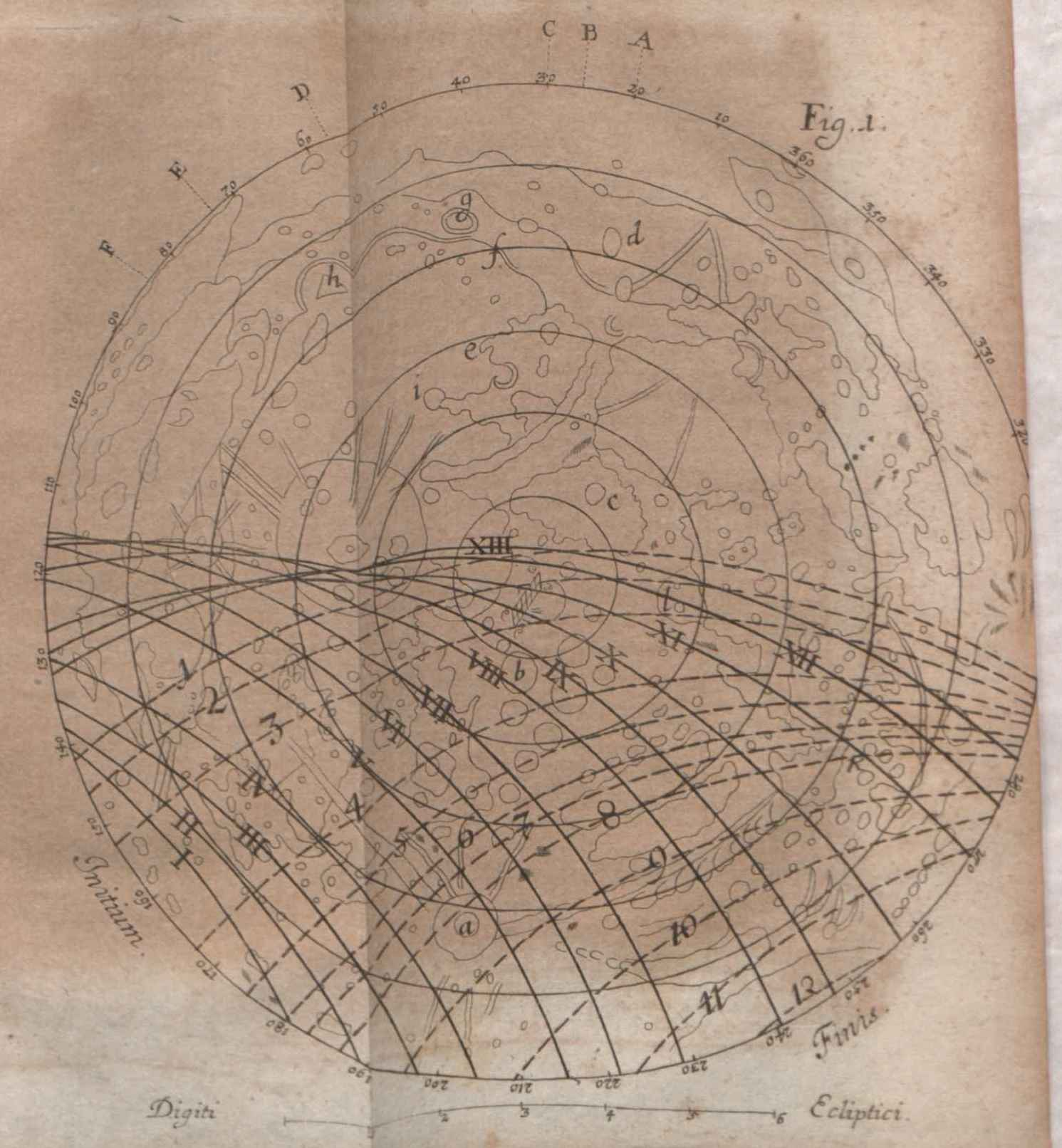
Illustrazione all'articolo Observatio eclipseos lunaris, pubblicato sugli Acta Eruditorum del 1687

- Neue eigentliche Charte des Rhein-Stroms. Norimberga 1689. Copia digitale - Universitäts- und Landesbibliothek Düsseldorf
- Vollständige Charta / Von Frankenland - Norimberga 1689 - - Copia digitale - Rhineland-Palatinate dilibri
- Tabula Nova Circuli Franconici cum omnibus suis limitibus ab Anno XXXVIII hujusd. Seculi constructa, III. post Annis evulgata per Joh. Georg. et Georg Conr. Iungios, Fratres Latiori fronte in partes quatuor divisa, recenter edita et aucta per G. C. E. Norimberga 1690.
- S. R. Imp. Circuli Franconici oder das gantze Francken-Land mit Seinen Gräntzen in 68. vollständigen Land-Charten. Norimberga 1692.
- Phaenomenon Anuum Vespertinum, detectum Noribergae In Acta Eruditorum, febbraio 1694.
- Ichnographia nova contemplationum de sole in desolatis antiquorum philosophorum ruderibus, Norimberga 1701.